# 조윤우
조윤우(1991년 7월 27일 ~ )는 대한민국의 배우이다.

## 학력
- 동아방송대학교 방송연예과

## 출연 작품

### 드라마
| 연도 | 방송사   | 제목               | 역할            | 비고                          |
| ---- | -------- | ------------------ | --------------- | ----------------------------- |
| 2011 | tvN      | 꽃미남 라면가게    | 우현우          |                               |
| 2012 | KBS2     | 보통의 연애        | 어린 한재광     | KBS 드라마 스페셜 연작 시리즈 |
| 2012 | 채널A    | K-팝 최강 서바이벌 | 한동우          |                               |
| 2013 | SBS      | 야왕               | 호스트          | 단역                          |
| 2013 | tvN      | 연애조작단; 시라노 | 아랑            |                               |
| 2013 | SBS      | 못난이 주의보      | 이동우          |                               |
| 2013 | SBS      | 상속자들           | 문준영          |                               |
| 2014 | MBC      | 호텔킹             | 유주민          | 특별출연                      |
| 2014 | SBS      | 엄마의 선택        | 김경준          |                               |
| 2014 | KBS2     | 내일도 칸타빌레    | 이재용          |                               |
| 2015 | SBS      | 가면               | 오창수          |                               |
| 2015 | SBS Plus | 당신을 주문합니다  | 남수리          |                               |
| 2016 | SBS      | 퍽                 | 정팔봉          |                               |
| 2016 | KBS2     | 화랑               | 여울랑 (김여울) |                               |
| 2017 | SBS      | 언니는 살아있다    | 구세준          |                               |
| 2023 | ENA      | 남남               | 민기            | 특별출연                      |

### 웹예능
- 《집대성》(2024년) - 게스트

### 영화
- 《마담 뺑덕》(2014년) - 클럽 꽃미남 역
- 《은밀한 유혹》(2015년) - 진섭 역

### CF
- 우리은행 위비플랫폼(2017년)
- 휠라(2013년)
- 미스터피자(2013년)
- 네이버밴드(2013년)
- 신한카드(2012년)